# Dijon Football Côte-d'Or
 (février 2023).
Si vous disposez d'ouvrages ou d'articles de référence ou si vous connaissez des sites web de qualité traitant du thème abordé ici, merci de compléter l'article en donnant les références utiles à sa vérifiabilité et en les liant à la section « Notes et références ».
Pour les articles homonymes, voir FCO.
Maillots
Actualités
Le Dijon Football Côte-d'Or, souvent abrégé en Dijon FCO ou DFCO, est un club de football français fondé en 1998 par fusion de deux clubs de Dijon. 
Depuis sa fondation, le club joue au stade Gaston-Gérard, principal stade de la ville de Dijon.
Le club bourguignon est présidé par Pierre-Henri Deballon depuis juillet 2024. Il évolue en National. Le DFCO comprend également une section féminine qui évolue en D1 Arkema.

## Histoire

### Un siècle de fusions (1903-1998)
|  |  | 1931                                  | 1931                                  | 1931                                  | 1931                                  | 1931                                       | 1931                                  |                                              |                                              | 1903                                         | 1903                                         | 1903                                         | 1903                                         | 1903                            | 1903                            |  |  | 1952 | 1952 | 1952 | 1952 | 1952 | 1952 |                         |                         |                         |                         |                         |                         |                     |                     |                  |                  | 1977             | 1977             | 1977             | 1977             | 1977 | 1977 |  |  |                         |                         |                         |                         |                         |                         |  |  |                                       |                                       |                                       |                                       |                                       |                                       |  |  |  |  |  |  |  |  |  |  |  |  |  |  |
|  |  | 1931                                  | 1931                                  | 1931                                  | 1931                                  | 1931                                       | 1931                                  | Association Sportive Police Municipale Dijon | Association Sportive Police Municipale Dijon | Association Sportive Police Municipale Dijon | Association Sportive Police Municipale Dijon | Association Sportive Police Municipale Dijon | Association Sportive Police Municipale Dijon | 1903                            | 1903                            |  |  | 1952 | 1952 | 1952 | 1952 | 1952 | 1952 | Cercle Laïque Dijonnais | Cercle Laïque Dijonnais | Cercle Laïque Dijonnais | Cercle Laïque Dijonnais | Cercle Laïque Dijonnais | Cercle Laïque Dijonnais |                     |                     | AO Gazélec Dijon | AO Gazélec Dijon | AO Gazélec Dijon | AO Gazélec Dijon | AO Gazélec Dijon | AO Gazélec Dijon | 1977 | 1977 |  |  | Centre Social Grésilles | Centre Social Grésilles | Centre Social Grésilles | Centre Social Grésilles | Centre Social Grésilles | Centre Social Grésilles |  |  | Association Sportive Fontaine d'Ouche | Association Sportive Fontaine d'Ouche | Association Sportive Fontaine d'Ouche | Association Sportive Fontaine d'Ouche | Association Sportive Fontaine d'Ouche | Association Sportive Fontaine d'Ouche |  |  |  |  |  |  |  |  |  |  |  |  |  |  |
|  |  |                                       |                                       |                                       |                                       |                                            |                                       | Association Sportive Police Municipale Dijon | Association Sportive Police Municipale Dijon | Association Sportive Police Municipale Dijon | Association Sportive Police Municipale Dijon | Association Sportive Police Municipale Dijon | Association Sportive Police Municipale Dijon |                                 |                                 |  |  |      |      |      |      |      |      | Cercle Laïque Dijonnais | Cercle Laïque Dijonnais | Cercle Laïque Dijonnais | Cercle Laïque Dijonnais | Cercle Laïque Dijonnais | Cercle Laïque Dijonnais |                     |                     | AO Gazélec Dijon | AO Gazélec Dijon | AO Gazélec Dijon | AO Gazélec Dijon | AO Gazélec Dijon | AO Gazélec Dijon |      |      |  |  | Centre Social Grésilles | Centre Social Grésilles | Centre Social Grésilles | Centre Social Grésilles | Centre Social Grésilles | Centre Social Grésilles |  |  | Association Sportive Fontaine d'Ouche | Association Sportive Fontaine d'Ouche | Association Sportive Fontaine d'Ouche | Association Sportive Fontaine d'Ouche | Association Sportive Fontaine d'Ouche | Association Sportive Fontaine d'Ouche |  |  |  |  |  |  |  |  |  |  |  |  |  |  |
|  |  |                                       |                                       |                                       |                                       |                                            |                                       |                                              |                                              |                                              |                                              |                                              |                                              |                                 |                                 |  |  |      |      |      |      |      |      |                         |                         |                         |                         |                         |                         |                     |                     |                  |                  |                  |                  |                  |                  |      |      |  |  |                         |                         |                         |                         |                         |                         |  |  |                                       |                                       |                                       |                                       |                                       |                                       |  |  |  |  |  |  |  |  |  |  |  |  |  |  |
|  |  |                                       |                                       |                                       |                                       |                                            |                                       |                                              |                                              |                                              |                                              |                                              |                                              |                                 |                                 |  |  |      |      |      |      |      |      |                         |                         | 1978                    |                         |                         |                         |                     |                     |                  |                  |                  |                  |                  |                  |      |      |  |  |                         |                         |                         |                         |                         |                         |  |  |                                       |                                       |                                       |                                       |                                       |                                       |  |  |  |  |  |  |  |  |  |  |  |  |  |  |
|  |  | Association Sportive Municipale Dijon | Association Sportive Municipale Dijon | Association Sportive Municipale Dijon | Association Sportive Municipale Dijon | Association Sportive Municipale Dijon      | Association Sportive Municipale Dijon |                                              |                                              | Cercle Sportif Laïque Dijonnais              | Cercle Sportif Laïque Dijonnais              | Cercle Sportif Laïque Dijonnais              | Cercle Sportif Laïque Dijonnais              | Cercle Sportif Laïque Dijonnais | Cercle Sportif Laïque Dijonnais |  |  |      |      |      |      |      |      |                         |                         | Dijon Football Club     | Dijon Football Club     | Dijon Football Club     | Dijon Football Club     | Dijon Football Club | Dijon Football Club |                  |                  |                  |                  |                  |                  |      |      |  |  |                         |                         |                         |                         |                         |                         |  |  |                                       |                                       |                                       |                                       |                                       |                                       |  |  |  |  |  |  |  |  |  |  |  |  |  |  |
|  |  | Association Sportive Municipale Dijon | Association Sportive Municipale Dijon | Association Sportive Municipale Dijon | Association Sportive Municipale Dijon | Association Sportive Municipale Dijon      | Association Sportive Municipale Dijon |                                              |                                              | Cercle Sportif Laïque Dijonnais              | Cercle Sportif Laïque Dijonnais              | Cercle Sportif Laïque Dijonnais              | Cercle Sportif Laïque Dijonnais              | Cercle Sportif Laïque Dijonnais | Cercle Sportif Laïque Dijonnais |  |  |      |      |      |      |      |      |                         |                         | Dijon Football Club     | Dijon Football Club     | Dijon Football Club     | Dijon Football Club     | Dijon Football Club | Dijon Football Club |                  |                  |                  |                  |                  |                  |      |      |  |  |                         |                         |                         |                         |                         |                         |  |  |                                       |                                       |                                       |                                       |                                       |                                       |  |  |  |  |  |  |  |  |  |  |  |  |  |  |
|  |  | Football Club de Dijon                | Football Club de Dijon                | Football Club de Dijon                | Football Club de Dijon                | Football Club de Dijon                     | Football Club de Dijon                |                                              |                                              | Cercle Sportif Dijonnais                     | Cercle Sportif Dijonnais                     | Cercle Sportif Dijonnais                     | Cercle Sportif Dijonnais                     | Cercle Sportif Dijonnais        | Cercle Sportif Dijonnais        |  |  |      |      |      |      |      |      |                         |                         |                         |                         |                         |                         |                     |                     |                  |                  |                  |                  |                  |                  |      |      |  |  |                         |                         |                         |                         |                         |                         |  |  |                                       |                                       |                                       |                                       |                                       |                                       |  |  |  |  |  |  |  |  |  |  |  |  |  |  |
|  |  | Football Club de Dijon                | Football Club de Dijon                | Football Club de Dijon                | Football Club de Dijon                | Football Club de Dijon                     | Football Club de Dijon                |                                              |                                              | Cercle Sportif Dijonnais                     | Cercle Sportif Dijonnais                     | Cercle Sportif Dijonnais                     | Cercle Sportif Dijonnais                     | Cercle Sportif Dijonnais        | Cercle Sportif Dijonnais        |  |  |      |      |      |      |      |      |                         |                         |                         |                         |                         |                         |                     |                     |                  |                  |                  |                  |                  |                  |      |      |  |  |                         |                         |                         |                         |                         |                         |  |  |                                       |                                       |                                       |                                       |                                       |                                       |  |  |  |  |  |  |  |  |  |  |  |  |  |  |
|  |  |                                       |                                       |                                       |                                       |                                            |                                       |                                              |                                              | Cercle Sportif Laïque Dijonnais              |                                              |                                              |                                              |                                 |                                 |  |  |      |      |      |      |      |      |                         |                         |                         |                         |                         |                         |                     |                     |                  |                  |                  |                  |                  |                  |      |      |  |  |                         |                         |                         |                         |                         |                         |  |  |                                       |                                       |                                       |                                       |                                       |                                       |  |  |  |  |  |  |  |  |  |  |  |  |  |  |
|  |  |                                       |                                       |                                       |                                       |                                            |                                       |                                              |                                              |                                              |                                              |                                              |                                              |                                 |                                 |  |  |      |      |      |      |      |      |                         |                         |                         |                         |                         |                         |                     |                     |                  |                  |                  |                  |                  |                  |      |      |  |  |                         |                         |                         |                         |                         |                         |  |  |                                       |                                       |                                       |                                       |                                       |                                       |  |  |  |  |  |  |  |  |  |  |  |  |  |  |
|  |  |                                       |                                       |                                       |                                       |                                            |                                       |                                              |                                              |                                              |                                              |                                              |                                              |                                 |                                 |  |  |      |      |      |      |      |      |                         |                         |                         |                         |                         |                         |                     |                     |                  |                  |                  |                  |                  |                  |      |      |  |  |                         |                         |                         |                         |                         |                         |  |  |                                       |                                       |                                       |                                       |                                       |                                       |  |  |  |  |  |  |  |  |  |  |  |  |  |  |
|  |  |                                       |                                       |                                       |                                       | 1945                                       |                                       |                                              |                                              |                                              |                                              |                                              |                                              |                                 |                                 |  |  |      |      |      |      |      |      |                         |                         |                         |                         |                         |                         |                     |                     |                  |                  |                  |                  |                  |                  |      |      |  |  |                         |                         |                         |                         |                         |                         |  |  |                                       |                                       |                                       |                                       |                                       |                                       |  |  |  |  |  |  |  |  |  |  |  |  |  |  |
|  |  |                                       |                                       |                                       |                                       | Cercle Sportif Laïque Dijonnais            |                                       |                                              |                                              |                                              |                                              |                                              |                                              |                                 |                                 |  |  |      |      |      |      |      |      |                         |                         |                         |                         |                         |                         |                     |                     |                  |                  |                  |                  |                  |                  |      |      |  |  |                         |                         |                         |                         |                         |                         |  |  |                                       |                                       |                                       |                                       |                                       |                                       |  |  |  |  |  |  |  |  |  |  |  |  |  |  |
|  |  |                                       |                                       |                                       |                                       |                                            |                                       |                                              |                                              |                                              |                                              |                                              |                                              |                                 |                                 |  |  |      |      |      |      |      |      |                         |                         |                         |                         |                         |                         |                     |                     |                  |                  |                  |                  |                  |                  |      |      |  |  |                         |                         |                         |                         |                         |                         |  |  |                                       |                                       |                                       |                                       |                                       |                                       |  |  |  |  |  |  |  |  |  |  |  |  |  |  |
|  |  |                                       |                                       |                                       |                                       | Cercle Football Dijon                      |                                       |                                              |                                              |                                              |                                              |                                              |                                              |                                 |                                 |  |  |      |      |      |      |      |      |                         |                         |                         |                         |                         |                         |                     |                     |                  |                  |                  |                  |                  |                  |      |      |  |  |                         |                         |                         |                         |                         |                         |  |  |                                       |                                       |                                       |                                       |                                       |                                       |  |  |  |  |  |  |  |  |  |  |  |  |  |  |
|  |  |                                       |                                       |                                       |                                       |                                            |                                       |                                              |                                              |                                              |                                              |                                              |                                              |                                 |                                 |  |  |      |      |      |      |      |      |                         |                         |                         |                         |                         |                         |                     |                     |                  |                  |                  |                  |                  |                  |      |      |  |  |                         |                         |                         |                         |                         |                         |  |  |                                       |                                       |                                       |                                       |                                       |                                       |  |  |  |  |  |  |  |  |  |  |  |  |  |  |
|  |  |                                       |                                       |                                       |                                       | Association Nouvelle Cercle Dijon Football |                                       |                                              |                                              |                                              |                                              |                                              |                                              |                                 |                                 |  |  |      |      |      |      |      |      |                         |                         |                         |                         |                         |                         |                     |                     |                  |                  |                  |                  |                  |                  |      |      |  |  |                         |                         |                         |                         |                         |                         |  |  |                                       |                                       |                                       |                                       |                                       |                                       |  |  |  |  |  |  |  |  |  |  |  |  |  |  |
|  |  |                                       |                                       |                                       |                                       |                                            |                                       |                                              |                                              |                                              |                                              |                                              |                                              |                                 |                                 |  |  |      |      |      |      |      |      |                         |                         |                         |                         |                         |                         |                     |                     |                  |                  |                  |                  |                  |                  |      |      |  |  |                         |                         |                         |                         |                         |                         |  |  |                                       |                                       |                                       |                                       |                                       |                                       |  |  |  |  |  |  |  |  |  |  |  |  |  |  |
|  |  |                                       |                                       |                                       |                                       |                                            |                                       |                                              |                                              |                                              |                                              |                                              |                                              |                                 |                                 |  |  |      |      |      |      |      |      |                         |                         |                         |                         |                         |                         |                     |                     |                  |                  |                  |                  |                  |                  |      |      |  |  |                         |                         |                         |                         |                         |                         |  |  |                                       |                                       |                                       |                                       |                                       |                                       |  |  |  |  |  |  |  |  |  |  |  |  |  |  |
|  |  |                                       |                                       |                                       |                                       |                                            |                                       |                                              |                                              |                                              |                                              |                                              |                                              |                                 |                                 |  |  |      |      |      |      |      |      |                         |                         |                         |                         |                         |                         |                     |                     |                  |                  |                  |                  |                  |                  |      |      |  |  |                         |                         |                         |                         |                         |                         |  |  |                                       |                                       |                                       |                                       |                                       |                                       |  |  |  |  |  |  |  |  |  |  |  |  |  |  |
|  |  |                                       |                                       |                                       |                                       |                                            |                                       |                                              |                                              |                                              |                                              |                                              |                                              | 1998                            |                                 |  |  |      |      |      |      |      |      |                         |                         |                         |                         |                         |                         |                     |                     |                  |                  |                  |                  |                  |                  |      |      |  |  |                         |                         |                         |                         |                         |                         |  |  |                                       |                                       |                                       |                                       |                                       |                                       |  |  |  |  |  |  |  |  |  |  |  |  |  |  |
|  |  |                                       |                                       |                                       |                                       |                                            |                                       |                                              |                                              |                                              |                                              |                                              |                                              | Dijon Football Côte-d'Or        |                                 |  |  |      |      |      |      |      |      |                         |                         |                         |                         |                         |                         |                     |                     |                  |                  |                  |                  |                  |                  |      |      |  |  |                         |                         |                         |                         |                         |                         |  |  |                                       |                                       |                                       |                                       |                                       |                                       |  |  |  |  |  |  |  |  |  |  |  |  |  |  |

L'histoire du football à Dijon débute en 1903 avec la fondation du Cercle Laïque Dijonnais. C'est à partir de 1913 exactement qu'une section football est mise en place. Elle est nommée Cercle Sportif Laïque Dijonnais. A la sortie de la guerre, son principal rival dijonnais est Racing club Bourguignon, qui truste les titres de champion de Bourgogne sans arriver à s’imposer face aux clubs franc-comtois. En 1931, l'Association Sportive Police Municipale Dijon (ASPM Dijon) est créée. Elle est rebaptisée Association Sportive Municipale Dijon (ASM Dijon) deux années plus tard. Ce club est renommé Football Club Dijon en 1938. En 1945, le FC Dijon et le CSL Dijon fusionnent. Ce nouveau club baptisé Cercle Sportif Laïque Dijonnais accède à la Division Honneur de Bourgogne dès sa création en 1945. Au printemps 1960, le club fête son premier titre de champion de Bourgogne.
Dijon ne parvient pas à se maintenir en CFA mais retrouve l'élite amateur dès 1962. Léon Glovacki succède à Pierre Danzelle au poste d'entraîneur; Dijon présente alors une formation solide. Le titre de champion du groupe Centre de CFA décroché en 1964-1965 en est la meilleure illustration. Refusant la possibilité de passer professionnel malgré les propositions répétées de la Ligue, les dirigeants dijonnais provoquent l'éclatement de l'équipe. Le club plonge en Division Honneur dès 1966-1967. Après un ultime aller-retour au troisième niveau (CFA 1969-1970 et D3 1970-1971), le club navigue entre le CFA et la Division Honneur pendant plusieurs saisons. Philippe Piat, revient dans le club de ses débuts et obtient la promotion en D3 en 1974.
En 1978, plusieurs petits clubs de Dijon (le Gazélec Dijon, le Centre social Grésilles et l'Association sportive Fontaine d'Ouche) fusionnent pour former le Dijon Football Club. Ce nouveau club devient le concurrent du Cercle sportif laïque dijonnais dans la capitale bourguignonne. Le CSL Dijon est renommé en 1979 en Cercle sportif dijonnais. Durant les années 1980, le Cercle est dirigé par Jean Claude Dubouil. Pour la première fois de son histoire, le club évolue entre 1987 et 1991 en D2. Malgré de bonnes saisons, le club sombre tant sportivement que financièrement. Parallèlement, l'autre club de la ville, le Dijon FC, entraîné par Daniel Joseph, rejoint le niveau du Cercle Dijon, en CFA.

### La création du club (1998)
Les deux clubs phares de la ville, le Dijon FC et le Cercle, évoluent tous deux en CFA lorsque le 08 février 1998 Le Bien public, quotidien local, décide de réunir les dirigeants de chaque club afin d'évoquer une fusion, idée qui fut plusieurs fois abordée lors des années précédentes. Mais ce coup-ci, cela semble prendre. Le 10 avril 1998 est créée une association loi de 1901 au nom de Dijon Football Côte d'Or. Dans la foulée, les couleurs de l’hypothétique futur club sont décidées: bleu à domicile, jaune à l'extérieur et rouge comme 3e maillot. Elles représentent les couleurs des deux clubs mais également de la ville de Dijon. Le 17 avril 1998, les vingt membres du bureau sont désignés. Le 20 avril 1998, les dirigeants du Dijon FC votent la fusion: 91 votes pour, 1 vote contre. Le 24 avril 1998, la Fédération française de football donne son accord pour une fusion des deux clubs et annonce que le club débutera en CFA, division dans laquelle s'est maintenu le Cercle.
Le 27 avril 1998, les dirigeants du Cercle votent en faveur d'une fusion: 88 votes pour, 35 contre et 3 abstentions.

### Un projet ambitieux (1998-2004)
En 1998, les deux clubs phares de la ville, le Cercle Football Dijonnais et le Dijon Football Club décident de fusionner et ainsi former un grand club à Dijon. Un nouveau club est né : le Dijon Football Côte-d'Or. Lors de sa première saison en CFA, le DFCO est dirigé par Noël Tosi. Le club échoue à la montée lors de la dernière journée, après une défaite à Metz. Noël Tosi est licencié et remplacé par son adjoint, Daniel Joseph. La saison suivante, la montée en National est obtenue contre le Calais RUFC lors de la dernière journée. Le DFCO remporte par la même occasion le titre de champion de France Amateur contre Alès. C'est le premier trophée du club.
Les deux saisons qui suivent en National sont difficiles pour le club. Lors de la saison 2000-2001, le maintien est assuré de peu. Lors de la saison suivante, le DFCO perd Daniel Joseph. Il est remplacé par son adjoint, Mario Relmy, qui maintient le club à un point près. En 2002, le club enregistre l'arrivée de Rudi Garcia qui va professionnaliser le club en 2004. Dès sa première saison au club, il amène le DFCO dans le haut de tableau du National pour terminer 4e à trois points de la montée. En 2003-2004, le Dijon Football Côte-d'Or réalise des exploits en Coupe de France, en sortant respectivement l'AS Saint-Étienne (L2), le RC Lens (L1), le Stade de Reims (L2) et l'Amiens SC (L2), avant de tomber à Châteauroux contre la Berrichonne (L2) en demi-finale. La même année, le DFCO obtient sa montée en Ligue 2, en terminant 3e derrière le Stade de Reims et le Stade brestois 29.

### Stabilisation en Ligue 2 (2004-2011)

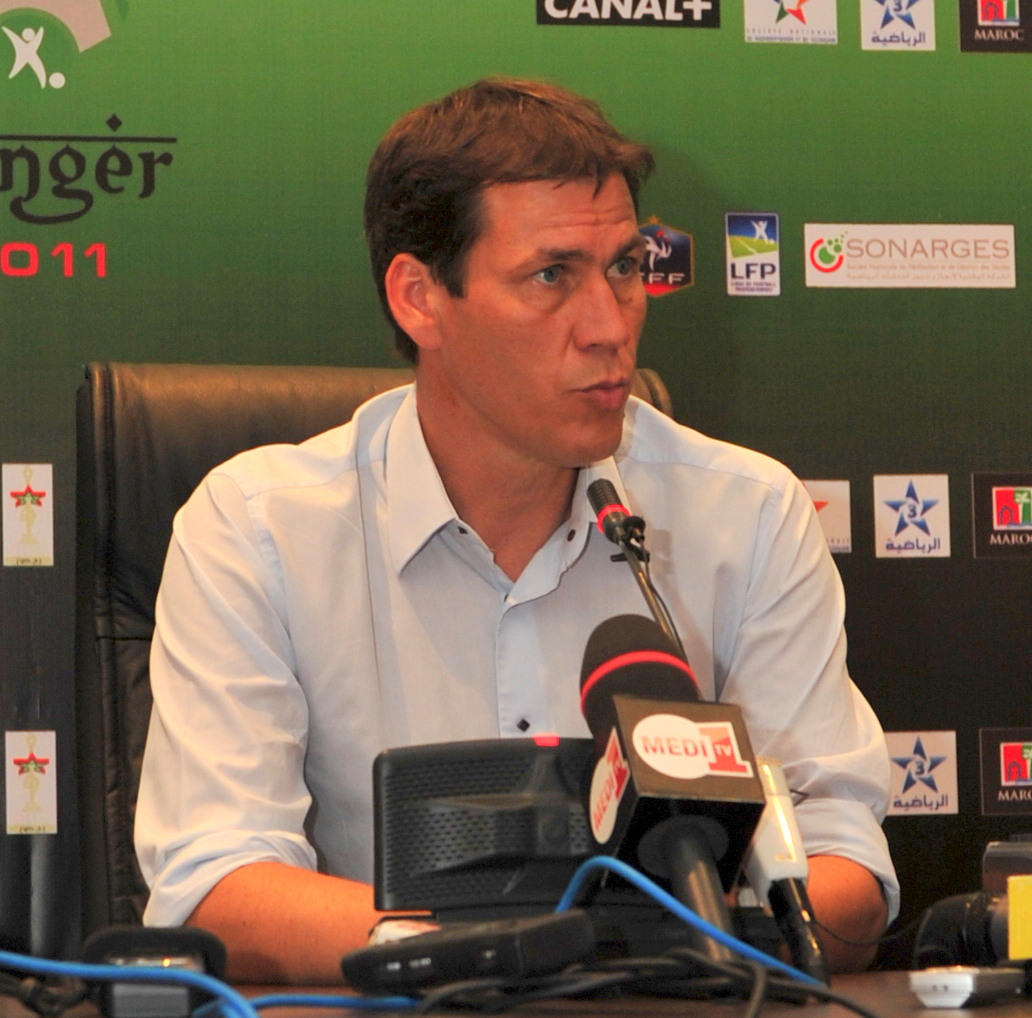
Rudi Garcia a permis au DFCO de se professionnaliser.

La montée en Ligue 2 permet la séparation du club en deux entités : professionnelle et amateure. Malgré des moyens limités et d'insuffisantes infrastructures, le club bourguignon termine à la 4e place lors de la saison 2004-2005. Le club élimine la même année les Girondins de Bordeaux en 16e de finale de la Coupe de la Ligue.
À la fin de la saison 2005-2006, le club finit à la 5e place. L'ambition est maintenant de monter en Ligue 1. En 2006-2007, l'équipe a plusieurs fois l'occasion de monter sur le podium mais la manque à chaque fois. Le DFCO termine à la 8e place.
Le mois de juin 2007 marque la fin de l'ère Rudi Garcia qui va entraîner Le Mans FC. Le nouvel entraîneur, Serge Romano, qui ambitionne d'amener le club vers l'élite française, fait atteindre le podium de Ligue 2 pour la première fois de son histoire au club. Il s'ensuit une chute au classement. Serge Romano est limogé le 17 décembre 2007. Il est remplacé par Faruk Hadžibegić fin décembre 2007, après un intérim de Frédéric Bompard. Le nouvel entraîneur sauve alors le club d'une relégation toute proche. Le maintien en Ligue 2 est acquis à l'issue de la dernière journée de championnat, à la faveur d'un match nul sur le terrain de l'AC Ajaccio. Dans le même temps, le 15 avril 2008, le club atteint les quarts de finale de la Coupe de France mais s'incline contre Amiens.
La saison 2008-2009 est marquée par l'arrivée de l'international français Éric Carrière. Malgré cet apport, le DFCO oscille entre milieu et fin de tableau mais le maintien est assuré dès le mois d'avril. La Coupe de France est l'occasion d'une confrontation en huitième de finale face à une équipe de Ligue 1, le GF 38, rencontre perdue aux tirs au but après un match nul.
À la suite d'un litige lors de l'intersaison en 2009 entre le président Bernard Gnecchi et l'entraîneur de l'époque, Faruk Hadžibegić, ce premier choisit de licencier le second et de nommer Patrice Carteron à la tête de l'équipe. Après une première saison terminée dans le ventre mou du classement, le DFCO obtient sa montée en Ligue 1 lors de la saison 2010-2011, grâce à sa troisième place au classement, une première pour une équipe de football dijonnaise, emmenée par son attaquant uruguayen Sebastián Ribas.

### Une première compliquée en Ligue 1 (2011-2012)

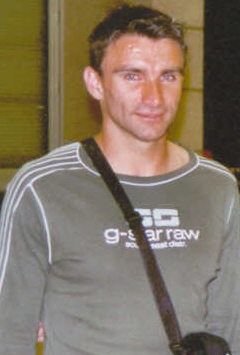
Patrice Carteron fait monter le DFCO en Ligue 1.

L'équipe bourguignonne joue pour la première fois de son histoire en Ligue 1 lors de la saison 2011-2012.
Le 7 août 2011, le club bourguignon joue le premier match de son histoire en Ligue 1 contre le Stade Rennais, à domicile. Il enregistre par la même occasion son premier but et sa première défaite dans l'élite. La première victoire en Ligue 1 est obtenue le 20 août, à domicile, contre le FC Lorient lors de la 3e journée. Le club enchaînera sur une 2e victoire à Annecy face à Évian Thonon-Gaillard, pour le compte de la 4e journée. Le DFCO sera 16e a la trêve hivernale. À la reprise, les Bourguignons enchaînent une bonne série de résultats en accrochant notamment le futur champion, le Montpellier HSC ou en s'imposant à Marseille le 17 mars 2012. Malheureusement pour eux, des dissensions en interne et une baisse de performances de ses leaders plombent totalement la fin de saison. Après le 25 mars 2012 et une victoire face au Stade Malherbe Caen, Dijon ne gagnera plus aucun match. Le 20 mai 2012, lors de la dernière journée, les dijonnais s'inclinent lourdement à Rennes et sont officiellement relégués en Ligue 2, accompagnés du rival auxerrois. En encaissant 63 buts en 38 rencontres, le DFCO a été durant sa première saison en Ligue 1, la pire défense du championnat. À la suite de cette relégation, le président Bernard Gnecchi démissionne puis l'entraîneur Patrice Carteron quitte le club,.

### Retour en Ligue 2 (2012-2016)
À la suite de la descente en Ligue 2, Olivier Delcourt est nommé à la présidence du club et Olivier Dall'Oglio au poste d'entraineur. L'objectif affiché étant de remonter au plus haut niveau national en trois ans.
À l'issue de la saison 2012-2013, le club termine à la 7e place. Il progresse d'une place l'année suivante pour se hisser en 6e position.
Lors du championnat 2014-2015, le club réalisera la seconde meilleure saison de son histoire. En effet, après une première partie de saison incroyable, avec 8 victoires à domicile pour 8 matchs disputés, le DFCO aura occupé 10 fois la première place, et aura été 21 fois sur le podium. Malheureusement à la suite d'une seconde partie de saison décevante, le club ne parviendra pas à accéder en Ligue 1 et finira 4e malgré sa victoire face à l'AS Nancy-Lorraine lors de la 38e journée de Ligue 2.

### Remontée en Ligue 1 (2016)
Après une intersaison mouvementée et marquée notamment les signatures de deux anciens Auxerrois : Christopher Jullien et Frédéric Sammaritano, Dijon réalisera un très bon exercice 2015-2016, avec notamment 11 victoires à domicile en 17 journées, et la meilleure attaque de Ligue 2. Le club monte facilement en Ligue 1, trois journées avant la fin du championnat, avec seulement 6 défaites. C'est la meilleure saison de l'histoire du club. Le DFCO termine 2e derrière l'AS Nancy-Lorraine et devant le FC Metz.
Le retour en Ligue 1 du DFCO permet au club de se développer et accélère le projet de rénovation du Stade Gaston Gérard, dont la tribune Est ouverte au public le 2 février 2017.

### Un maintien fragile parmi l'élite (2016-2021)

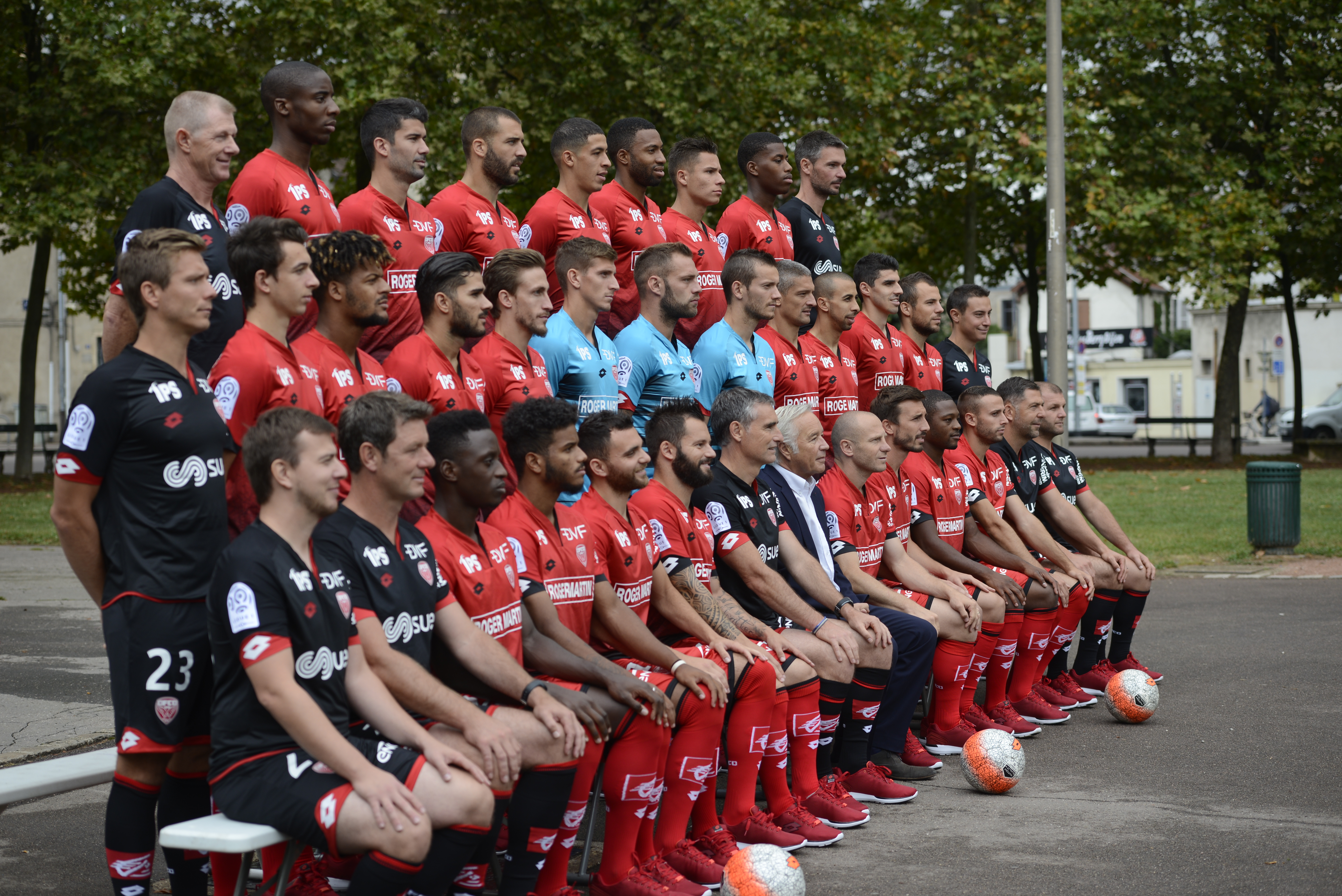
L'équipe 2016-2017 du DFCO pose pour la photo officielle de la saison, le 05 septembre 2016 à Dijon.

Lors de la saison 2016-2017, le maintien en Ligue 1 est finalement assuré au terme de la 38e et dernière journée. Le DFCO finissant à la 16e place avec 37 points. La saison suivante (2017-2018), le DFCO réalise le meilleur exercice de son histoire : une 11e place avec 48 points. À cela, il faut rajouter un magnifique parcours à domicile avec 36 points récoltés et une période d'invincibilité de 10 rencontres. Ceci a mené le DFCO à une belle 5e place du classement à domicile.
Dijon affiche un visage très offensif sous l'ère Dall'Oglio ; emmené par Júlio Tavares (12 buts) et Kwon Chang-Hoon (11 buts), le DFCO a obtenu la 5e attaque de la saison avec 55 buts.
La saison 2018-2019 est marquée par une entrée en matière tonitruante pour les Bourguignons ; lors de la 3e journée, ils se placent deuxièmes avec 3 victoires en 3 matchs (à Montpellier 2-1, puis 2-0 à domicile face à Nantes et 4-0 à Nice), seulement distancés par le PSG au nombre de buts inscrits. Mais après une défaite face à Caen, les Dijonnais ne gagneront que 7 points entre la 4e et la 19e journée. Cette période de disette provoquera une descente au classement jusqu'à atteindre la 18e place à la trêve hivernale. Cette chute aura pour conséquence le limogeage d'Olivier Dall'Oglio le 31 décembre 2018. Il sera alors remplacé par Antoine Kombouaré qui aura pour objectif le maintien du DFCO en Ligue 1 une saison supplémentaire. Dijon et le Stade Malherbe de Caen luttent jusqu'à la dernière journée pour arracher la 18e place, synonyme de barrages. Les Normands pensent avoir fait le plus dur en battant Dijon le 28 avril (1-0) grâce à un but splendide de Fayçal Fajr, mais lors de la 38e et dernière journée, la course au maintien bascule. Caen, qui n'a besoin que d'un point pour assurer son maintien, est défait à domicile par Bordeaux alors que Dijon, mené 1-0 par le TFC à la mi-temps sur sa pelouse et condamné à l'emporter pour espérer, renverse la situation et s'impose finalement 2-1. Le DFCO s'offre un barrage face au RC Lens et envoie le SM Caen accompagner Guingamp au purgatoire. Dijon fait respecter son rang et gagne le barrage d'accession 4-2 en score cumulé (1-1 à Lens puis victoire 3-1 au retour à Gaston Gérard), et reste parmi l'élite pour la quatrième saison consécutive.
La saison 2019-2020 est marquée par un départ catastrophique, l'équipe n'est plus dirigée par Antoine Kombouaré, car depuis juin 2019 elle est sous la houlette de l'ancien joueur et entraineur adjoint d'Olivier Dall'Oglio, Stéphane Jobard, alors de retour de Marseille ou il était l'adjoint de Rudi Garcia. Malgré cela, le DFCO redresse la barre durant l'automne et parvient à sortir de la zone rouge peu avant la trêve. Le 27 janvier 2020, le DFCO inaugure le début des travaux de son futur centre de performance situé sur le site de l'Écoparc Dijon Bourgogne à Saint-Apollinaire. Cependant, la saison est définitivement interrompue après 28 journées pour cause de l'épidémie de coronavirus. Dijon, classé 16e à ce moment-là, est maintenu en L1 pour la cinquième fois de suite.
La cinquième saison de suite du club en L1, 2020-2021 est marquée pour Dijon dès le début du mercato estival par le départ du directeur sportif Sébastien Larcier pour l'Angers SCO. Peguy Luyindula, alors conseiller stratégique au sein du club, le remplace le 4 mai 2020. Le mercato estival voit un grand bouleversement dans l'effectif. Ainsi, partent des cadres importants de l'équipe comme Florent Balmont, Romain Amalfitano, Alfred Gomis, Nayef Aguerd, Rúnar Alex Rúnarsson, ou encore le buteur historique du club Júlio Tavares. L'entraineur des gardiens Laurent Weber quitte lui aussi le DFCO. Le club voit arriver comme entraineur des gardiens l'ex lyonnais et international français Grégory Coupet. Le club cherche à compenser les très nombreux départs, de nombreux prêts arrivent, et le DFCO recrute Roger Assalé qui devient le plus gros achat du club, mais aussi Bersant Celina, Anthony Racioppi, Pape Moussa Konaté, Alex Dobre, Jonathan Panzo ou encore le béninois Saturnin Allagbé. Après un départ en championnat très décevant et un enchainement de défaites ou de matchs nuls continues sans jamais faire une victoire. Olivier Delcourt annonce les limogeages de Stéphane Jobard et de Peguy Luyindula le 5 novembre 2020. Le 12 novembre 2020, David Linarès qui était l'entraineur adjoint devient le principal, et il est rejoint le 23 novembre par Jérôme Monier qui devient son adjoint. Alors dernier de Ligue 1, Dijon enregistre sa première victoire de la saison à l'extérieur (3-1) le 29 novembre 2020 contre l'OGC Nice. Avec un mois de décembre mitigé, le DFCO fini l'année 2020 par une deuxième victoire à l'extérieur (3-1) le 23 décembre 2020 contre le Nîmes Olympique. Alors avant dernier à la reprise du championnat en 2021, Dijon signe l'arrivée en prêt de l'attaquant du Fulham FC : Aboubakar Kamara jusqu'en juin, pour combler le départ en prêt à Nancy en deuxième division de l'attaquant Aurélien Scheidler. Dijon, fin janvier 2021 annonce le départ de son directeur général, Olivier Cloarec pour le Stade Rennais. Il sera remplacé par l'ancien directeur général de Sochaux-Montbéliard, Emmanuel Desplats. La saison de Dijon est aussi perturbée par l'accident de buggy de son no 10 Yassine Benzia survenu le 28 mai 2020 à Savigny-le-Sec, après 11 opérations à la main gauche, et 10 mois d'indisponibilité il fait son retour en Ligue 1 sur le banc contre le Stade brestois 29 au Stade Francis-Le Blé (défaite 3-1), il rentrera en jeu à la 83e minute pour remplacer Wesley Lautoa. Au 18 mars 2021, après 29 journées de Ligue 1, Dijon ne possède que deux victoires dont aucune à Gaston-Gérard et 15 points au classement général. Le club est lanterne rouge, et le meilleur buteur étant Mama Baldé avec 6 buts. Cette saison est la pire du club dans l'élite du football français et une des pires pour un club en Ligue 1. Le DFCO, avec 12 défaites consécutives dans la division la plus élevée du championnat de France de football (à partir du 27 janvier, son match contre Lorient, jusqu’au 11 avril et son match contre l’AS Monaco), égale le record de la plus grande série de défaites, record établi par le Cercle athlétique de Paris lors de la saison 1933-1934, où les Parisiens alignaient 12 défaites : l’équipe a perdu tous ses matchs de la 22e journée à la 32e journée incluses et précédemment celui de la 20e journée qui avait été reporté et joué après celui de la 21e, soit 11 journées consécutives mais 12 matchs à la suite, le match contre Lorient étant celui de la 20e journée, celui contre Monaco celui de la 32e journée.
Le 25 avril 2021 le DFCO est relégué en Ligue 2 après sa défaite contre le Stade Rennais (5-1)

### La relégation en Ligue 2: tentative de renouveau (2021-2022)
Après la relégation, le DFCO veut retourner dans l'élite. Le 21 juin 2021, les joueurs professionnels reprennent le chemin de l'entrainement dans le nouveau centre de performance situé à Saint-Apollinaire, commune limitrophe de Dijon.. Reprendront les entrainements dans le centre historique situé dans le quartier des Poussots à Dijon.
Le 26 juillet 2021, le DFCO reprend le chemin du championnat de Ligue 2 BKT. Lors de la première journée Dijon s'incline 3-1 à domicile contre le FC Sochaux-Montbéliard dans ce derby de la grande région Bourgogne-Franche-Comté. Le 23 août 2021, après une quatrième défaite en 5 matchs lors du début de l'exercice 2021-2022, Olivier Delcourt décide de limoger David Linarès et de le remplacer par l'ex entraineur du Toulouse FC : Patrice Garande. Avant la trêve internationale, pour son premier match sur le banc dijonnais, Patrice Garande connait une première défaite 2-0 sur la pelouse du Pau FC.
Malgré un mercato prometteur et remarqué par de nombreux observateurs (se faisant d'ailleurs nommer "le PSG de la Ligue 2" par Bruno Irlès), le club bourguignon peine à confirmer sur le terrain, avec notamment des résultats en dents-de-scie, et la barre des 40 points difficilement atteinte lors de la 31e journée après un court succès contre Grenoble (1-0).
A la fin de la saison, l'entraineur Patrice Garande annonce son départ du club après un bilan mitigé. Le 10 juin 2022, le club annonce que Stéphane Roche sera le nouveau directeur du centre de formation à partir du 1er juillet 2022.

### La relégation en National (2022-2023)
Le 17 juin 2022, pour débuter son nouvel ère le DFCO engage comme entraineur pour deux saisons Omar Daf, ancien coach du FC Sochaux-Montbéliard. Il est suivi de son adjoint qui est Stéphane Mangione joueur alors officiellement le plus capé de l'histoire du DFCO. Mais malgré cela, le club a du mal à s'imposer dans le championnat qu'est la Ligue 2 et joue le maintien, assez difficile à obtenir car 4 équipes doivent descendre en National pour la saison prochaine. Le lundi 3 avril 2023, le DFCO annonce l'arrivée de Pascal Dupraz comme entraineur de l'équipe première. L'objectif de ce dernier est de sauver le club de la relégation avant la fin de la saison. Le DFCO descend en National à la fin de la saison 2022/2023.
Le 20 avril 2025, le club bourguignon atteint pour la première fois de son histoire la finale de la Coupe Gambardella après avoir éliminé le FC Nantes en 1/2 finale.

## Identité du club

### Logos

Logo du CSL Dijon de 1936 à 1979
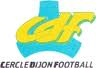
Logo du CF Dijon de 1987 à 1991
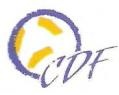
Logo du CF Dijon de 1991 à 1998
Logo du Dijon FCO de 1998 à 2006
Logo du Dijon FCO de 2006 à 2014
Logo du Dijon FCO depuis 2014

Le premier écusson du Cercle Sportif Laïque Dijonnais représente les quatre initiales du nom du club sur un fond bleu, la couleur dominante du club. Le second représente aussi les trois lettres du club : Cercle Dijon Football. Le nom complet est d'ailleurs inscrit au-dessous du logo. Les lettres CDF sont inscrites en jaune, couleur secondaire de l'équipe.
Le logo du Dijon Football Club a la forme du blason bourguignon. Il est décomposé en quatre parties. En haut à gauche, une fleur de lys est représentée. En haut à droite, les inscriptions "Dijon F.C." sont écrites, alors que l'on remarque trois joueurs mettant un pied sur un ballon dans la partie basse gauche de l'écusson. En bas à droite, une partie du blason bourguignon est représentée. Tout l'écusson est jaune et rouge, les couleurs du club du Dijon FC.
Le premier logo du Dijon Football Côte d'Or représente la porte Guillaume, située place Darcy, derrière la célèbre chouette (qui est en fait un hibou) dijonnaise. La porte Guillaume est bleue et rouge, la chouette est jaune. Les trois couleurs du CF Dijon et du Dijon FC sont ainsi représentées. Lors du changement de couleurs du club, la chouette change d'apparence et est représentée en plein vol. La porte Guillaume disparaît, et le fond est uni. La chouette ouvre ses ailes pour représenter le "V" de la victoire. Entre les deux ailes, l'inscription "1998", la date de la fusion est inscrite, surmontée des initiales DFCO. Le logo actuel est une sorte de mise à jour du logo de 2006. Le fond, qui devenait noir en haut de l'écusson est maintenant rouge, et toutes les écritures sont blanches.

### Couleurs
Lors de sa création, le DFCO a choisi le bleu comme couleur principale. Le blanc a fait office de maillot extérieur. Le jaune a fait son apparition pour la finale du CFA, en hommage au Cercle Dijon, club dont est issu le DFCO. En 2005-2006, le rouge fait son apparition en 3e maillot. L'équipe remportant chaque match joué avec celui-ci, il fut décidé de modifier les couleurs et le logo du club. Le rouge devint la couleur principale du Dijon Football Côte-d'Or. Le jaune s'imposa de plus en plus au fil du temps, à la place du blanc et quelques autres couleurs qui ont fait des brèves apparitions: le noir (3e maillot 2006-2007), l'orange (3e maillot 2008-2009) et même le bleu qui a fait un retour pour la Coupe de France 2008-2009 et 2009-2010. Actuellement[Quand ?], le rouge est la couleur principale, suivi du noir et du blanc.

### Mascotte
Le DFCO possède depuis la saison 2013-2014 une nouvelle mascotte officielle dénommée Lolie, ou Lolie la chouette. La mascotte représente une chouette, oiseau devenu au fil du temps l'emblème de la ville de Dijon en raison de la popularité d'une petite sculpture animalière d'une rue du centre-ville, située sur un contrefort de l'église Notre-Dame, et qui est considérée comme portant bonheur aux passants qui la touchent. L'animal est aussi représenté sur le logotype du club. Lolie est une mascotte mixte, à la fois portée par des femmes et des hommes, elle ravit les enfants et les grands dans l'enceinte du stade Gaston-Gérard. La mascotte est également présente lors de certains entraînement au centre de formation, mais aussi lors de matchs de la section féminine, de la réserve ou de l'équipe de foot fauteuil. Lolie est aussi présente lors de l’événement du DFCO Tour à travers les différents clubs de la Côte-d'Or où les joueurs et joueuses professionnelles vont rencontrer les clubs amateurs et particulièrement les enfants.
La mascotte Lolie à l'apparence d'une chouette aux différentes couleurs du club (rouge, blanc et noir). Elle porte principalement un maillot au numéro 21, symbolisant le numéro du département de la Côte-d'Or dans lequel se trouve Dijon.

### Équipementiers et sponsors
Le tableau suivant recense les différents équipementiers du club dijonnais.
| Nom    | Période   |
| ------ | --------- |
| Umbro  | 1999-2002 |
| Adidas | 2002-2004 |
| Nike   | 2005-2006 |
| Puma   | 2006-2008 |
| Givova | 2008-2009 |
| Nike   | 2009-2013 |
| Kappa  | 2013-2016 |
| Lotto  | 2016-2023 |
| Nike   | 2023-...  |

Depuis sa fondation, le DFCO a su garder quelques sponsors dans la durée. En effet, l'entreprise Dijonnaise de voies ferrées (DVF) est présente aux côtés du club depuis 2001. En tant que sponsor principal ou secondaire, son logo est présent sur le maillot bourguignon depuis quinze années. Doras a aussi apporté son soutien durant de nombreuses années, de 2007 à 2013. Veolia et Leader Interim, sponsors depuis 2010, sont aussi là depuis plusieurs années, tout comme Sita Suez l'a été de 2004 à 2010. Les collectivités ont également apporté leur soutien au DFCO : de 2003 à 2006 pour la ville de Dijon, de 2004 à 2008 pour le Dijon Métropole et durant l'année 2003-2004 pour la région Bourgogne. De plus petites firmes, telles Sodie, Ghitti ou Dalkia par exemple ont aussi apportées leur soutien au club pendant plusieurs années.
Le club apporte également son soutien à deux associations depuis plusieurs années. Ce sont Autour des Williams et Coup d'pouce qui ont la chance de voir figurer leur logo sur le maillot dijonnais.

## Palmarès et résultats

### Palmarès
| Compétitions nationales |
| --- |
| - Championnat de France - Meilleure performance : 11e en 2018 - Championnat de France D2 - Vice-champion : 2016 - Championnat de France D4 - Champion : 2000 - Coupe de France - Meilleure performance : demi-finale en 2004 |
| Compétitions de jeunes |
| - Coupe Gambardella - Finaliste : 2025 |

### Palmarès individuel
- Meilleur buteur de National :
  - 2002-2003 -  Mallo Diallo (18 buts)
  - 2003-2004 -  Sébastien Heitzmann (22 buts)[32]
- Meilleur buteur de Ligue 2 :
  - 2010-2011 -  Sebastian Ribas (23 buts)[33]
- Meilleur gardien de Ligue 2 :
  - 2015-2016 -  Baptiste Reynet
- Meilleur joueur de Ligue 2 :
  - 2010-2011 -  Sebastian Ribas[34]
- Équipe-type de Ligue 2 :
  - 2010-2011 -  Sebastian Ribas et  Benjamin Corgnet[35]
  - 2015-2016 -  Baptiste Reynet,  Christopher Jullien,  Frédéric Sammaritano et  Loïs Diony
- Meilleur entraîneur de Ligue 2 :
  - 2015-2016 -  Olivier Dall'Oglio
- Meilleur speaker de Ligue 2 :
  - 2012-2013 :  Anthony Buonocore[36]
  - 2015-2016 :  Anthony Buonocore

## Personnalités

### Présidents
| Rang | Nom                   | Période     |
| ---- | --------------------- | ----------- |
| 1    | Bernard Gnecchi       | 1998 - 2012 |
| 2    | Olivier Delcourt      | 2012 - 2024 |
| 3    | Pierre-Henri Deballon | 2024 -      |

### Entraîneurs
| Rang | Nom              | Période          |
| ---- | ---------------- | ---------------- |
| 1    | Noël Tosi        | 1998 - 1999      |
| 2    | Daniel Joseph    | 1999 - oct. 2001 |
| 3    | Mario Relmy      | oct. 2001 - 2002 |
| 4    | Rudi Garcia      | 2002 - 2007      |
| 5    | Serge Romano     | 2007 - déc. 2007 |
| 6    | Faruk Hadžibegić | déc. 2007 - 2009 |
| 7    | Patrice Carteron | 2009 - 2012      |

| Rang | Nom                | Période                |
| ---- | ------------------ | ---------------------- |
| 8    | Olivier Dall'Oglio | 2012 - déc. 2018       |
| 9    | Antoine Kombouaré  | janv. 2019 - 2019      |
| 10   | Stéphane Jobard    | juin 2019 - nov. 2020  |
| 11   | David Linarès      | nov. 2020 - août 2021  |
| 12   | Patrice Garande    | août 2021 - mai 2022   |
| 13   | Omar Daf           | juin 2022 - avril 2023 |
| 14   | Pascal Dupraz      | avril 2023 - juin 2023 |

| Rang | Nom             | Période               |
| ---- | --------------- | --------------------- |
| 15   | Benoit Tavenot  | juin 2023 - juin 2024 |
| 16   | Baptiste Ridira | juin 2024-            |

## Effectif professionnel actuel
Le tableau ci-dessous recense l'effectif professionnel actuel du DFCO pour la saison 2024-2025.

## Structures du club

### Stades

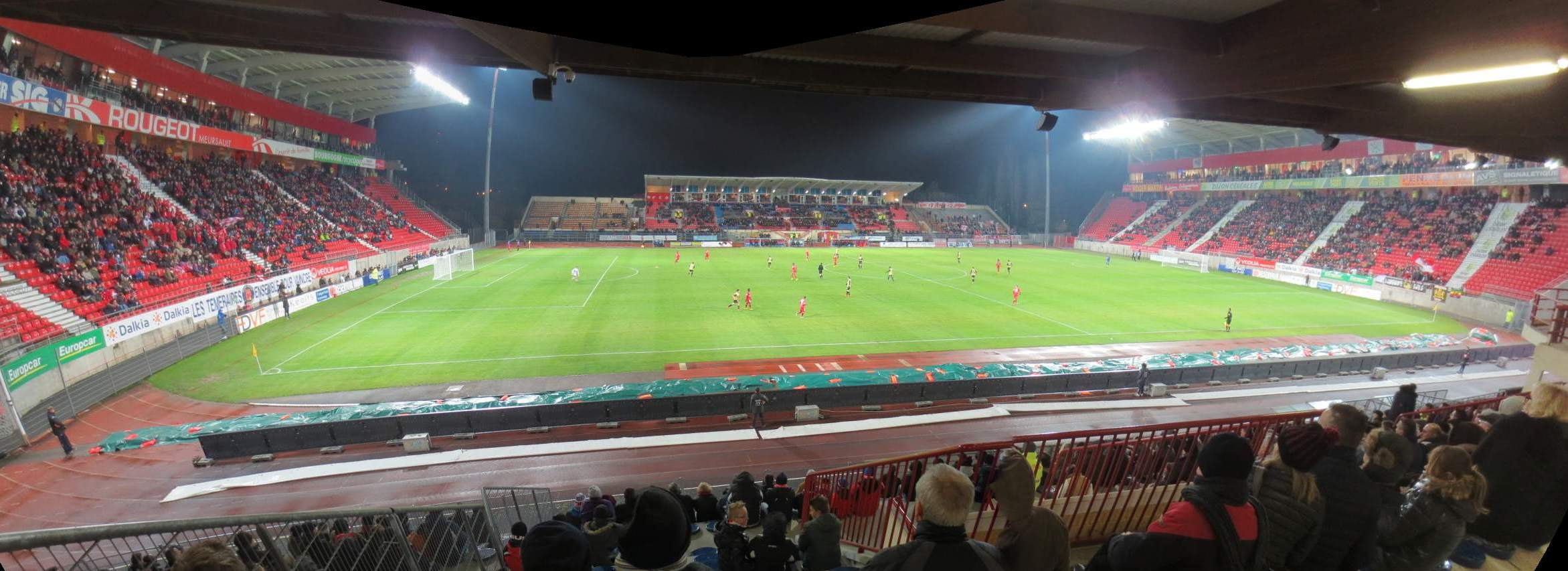
Vue depuis la tribune Est

Depuis sa création, le DFCO a élu domicile au Stade Gaston-Gérard. Alors qu'un projet de stade était dans l'air dans le Dijon des années 1930, l'idée de le construire aux Poussots fut repoussée, la mairie privilégiant une opportunité immobilière. Le quartier Montmuzard est alors retenu pour ce projet soutenu par le député-maire de l'époque, Gaston Gérard. Le Parc municipal des sports (son nom d'origine encore utilisé aujourd'hui) est inauguré les 19, 20 et 21 mai 1934 par le président de la république: Albert Lebrun. 100 000 personnes prendront part à ces trois jours d'inauguration.

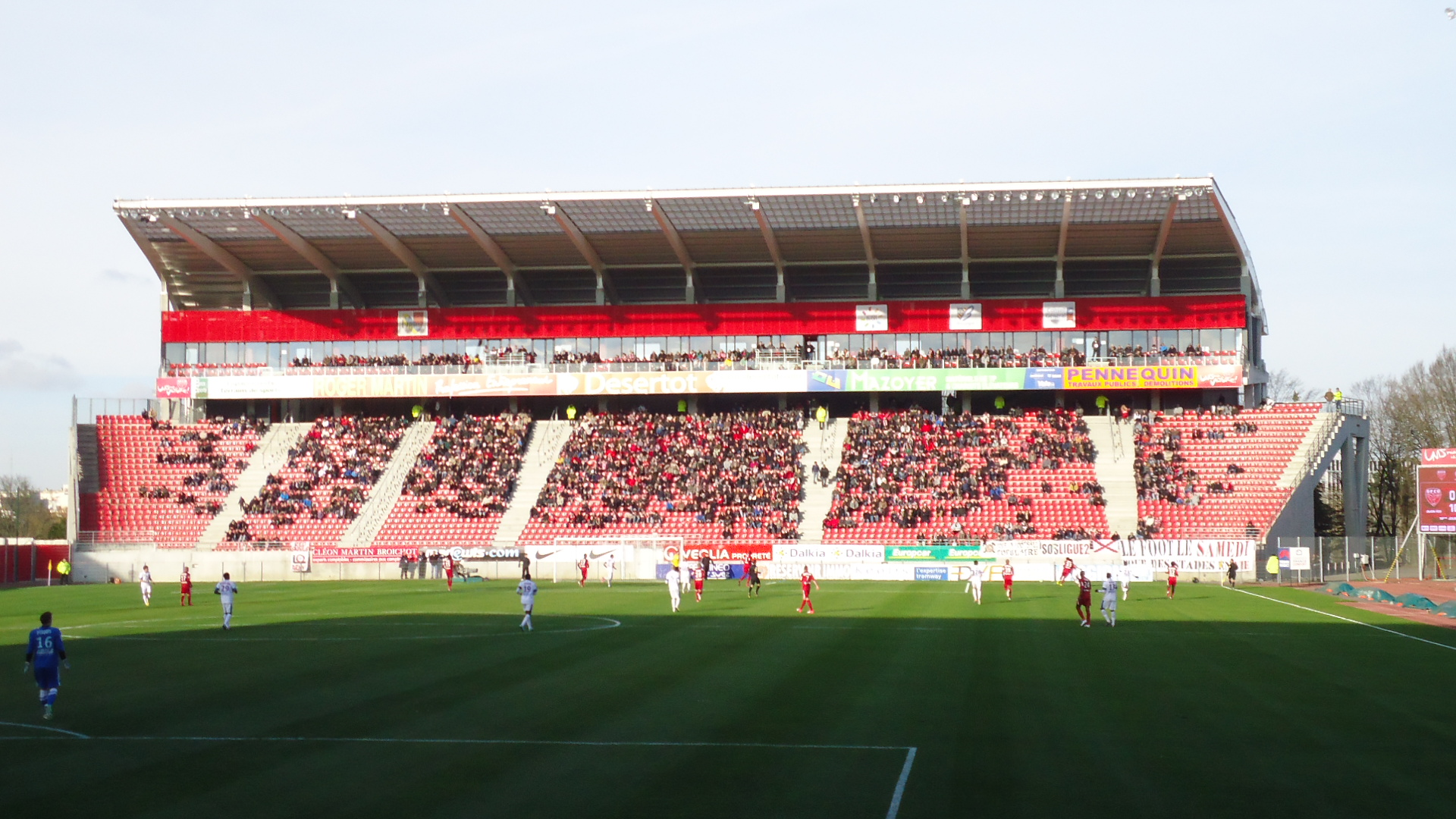
La tribune IPS de face

C'est un stade omnisports qui va accueillir football, athlétisme et rugby mais aussi un concert de Bob Marley !
C'est en 1969 après la mort de Gaston Gérard que le stade va prendre le nom qu'il porte actuellement en l'honneur du principal artisan de sa construction. Le stade a alors une capacité de 10 000 places.
En 1974, l'éclairage est installé pour célébrer la montée en D3 du Cercle, la tribune Marathon (devenue Est) est couverte en 1987 et des loges sont construites en tribune Ouest en 1990.
Mais le DFCO devenu professionnel et avec une ambition Ligue 1, le stade devient vite trop vétuste. Une première tribune sort de terre à l'emplacement "Nord" puis le virage Sud est détruit pour laisser place à une petite sœur beaucoup plus grande. La tribune Nord est inaugurée lors du dernier match de la saison 2008-2009, le vendredi 29 mai 2009. La tribune Sud est inaugurée le vendredi 29 octobre 2010. Au début de la saison 2013-2014, les tribunes Nord et Sud sont renommées respectivement « Tribune Dijon Céréales » et « Tribune Rougeot », du nom de deux sponsors. Le 16 septembre 2017, la nouvelle tribune Est nommée "Caisse d’Epargne Bourgogne Franche-Comté" est inaugurée avant le match contre l'AS Saint-Étienne. Cette tribune comprend 4849 places, 20 loges, une nouvelle boutique, les bureaux des services administratifs ou encore des locaux destinés aux stadiers et personnel d’accueil. La capacité commerciale totale du stade est désormais de 15 459 places.
Le record d'affluence du stade a été établi le 14 octobre 2017 face au Paris Saint-Germain et s'élève à 15 160 spectateurs. Le précédent record datait de la saison 2011-2012 face à l'Olympique de Marseille et s'élevait à 15 081 spectateurs.
En 2024-2025, le loyer du stade, propriété de la métropole de Dijon, s'élève à 500 000 euros par saison.
| Saison            | 2009-2010 | 2010-2011 | 2011-2012 | 2012-2013 | 2013-2014 | 2014-2015 | 2015-2016 | 2016-2017 | 2017-2018 | 2018-2019 |
| Division          | Ligue 2   | Ligue 2   | Ligue 1   | Ligue 2   | Ligue 2   | Ligue 2   | Ligue 2   | Ligue 1   | Ligue 1   | Ligue 1   |
| Affluence moyenne | 5 421     | 7 457     | 13 597    | 8 708     | 8 272     | 8 709     | 8 108     | 10 126    | 12 695    | 13 051    |
| Capacité du stade | 10 902    | 12 269    | 16 098    | 16 098    | 16 098    | 16 098    | 10 578    | 11 988    | 15 459    | 15 459    |

### Centre d'entraînement
Il est construit de 1946 à 1948 sur des terrains acquis en 1929 par la ville de Dijon entre la rue Ernest Petit et le Suzon dans le quartier des Poussots afin d'y établir le Parc des sports. Ce projet est abandonné et les terrains déjà acquis, agrandis en 1948 à six hectares, sont utilisés pour le stade des Poussots destiné au football, inauguré le 19 avril 1953. Il est rénové entre 1982 et 1983 puis en 1995 par l'architecte de la ville Michel Grangy.
Aujourd'hui, le stade des Poussots fait aussi office de siège du club et de centre d'entraînement de l'équipe professionnelle. De nouveaux terrains et bâtiments ont été construits après le passage du club en Ligue 2 afin d'avoir de meilleures conditions d'entraînement et de séparer la section professionnelle de l'association DFCO. Une boutique du club est présente aux Stade des Poussots.
Un vaste bâtiment est destiné aux professionnels, il contient au rez-de-chaussée une laverie, un grand vestiaire pour les joueurs, un plus petit pour le staff, une salle de musculation, une salle de kinésithérapeutes, un jacuzzi, un sauna et de vastes douches. À l'étage, l'entraîneur et le staff ont leurs bureaux respectifs. À côté de ceux-ci, il y a la salle vidéo, où sont faites les séances vidéos et les entretiens avec la presse. À l’extérieur, un grand espace contenant plusieurs demi-terrains, plusieurs surfaces de réparations pour les gardiens ainsi que des terrains de tennis-ballon est destiné au groupe pro.
Du côté de l'Association, de nombreux bureaux sont regroupés dans un grand bâtiment, c'est le siège social du club. Tous les employés administratifs travaillent donc dans ces locaux. Les entraîneurs et éducateurs possèdent tout de même un bureau commun au rez-de-chaussée. Les vestiaires sont limitrophes de ces bureaux. Un passage entre les deux bâtiments permet d'accéder au Stade des Poussots, un terrain synthétique où se déroule toutes les rencontres à domicile des équipes du DFCO. Le centre de formation, qui a vu le jour à l'été 2013, est situé tout près du terrain.
Entre les deux parties, un troisième terrain est principalement utilisé pour les entraînements des professionnels en hiver, car le gazon est synthétique.

### Centre de formation
Le centre de formation du Dijon FCO a été inauguré au début de la saison 2013-2014 par le président Olivier Delcourt. Avec la descente du club en National et face au coût de fonctionnement du club, la présidence Deballon engage un plan de restructuration du club. Dans ce cadre, le club dijonnais cède son complexe du centre de formation de Saint-Apollinaire à la métropole de Dijon pour un montant de 11,9 millions d'euros en septembre 2024.

## Aspects juridiques et économiques

### Éléments comptables
Le DFCO a acquis son statut de club professionnel en 2004 à la suite de sa montée en Ligue 2. Chaque saison, le DFCO publie son budget prévisionnel de fonctionnement après validation auprès de la DNCG, l'instance qui assure le contrôle administratif, juridique et financier des associations et sociétés sportives de football afin d'en garantir la pérennité. Le tableau ci-dessous résume les différents budgets prévisionnels du club dijonnais saison après saison.
| Saison | 2004-2005 | 2005-2006 | 2006-2007 | 2007-2008 | 2008-2009 | 2009-2010 | 2010-2011 | 2011-2012 | 2012-2013 | 2013-2014 |
| Budget | 5,5 M€    | 6,8 M€    | 8,5 M€    | 8,6 M€    | 9 M€      | 9,3 M€    | 8,2 M€    | 20 M€     | 12 M€     | 10,5 M€   |
| Saison | 2014-2015 | 2015-2016 | 2016-2017 | 2017-2018 | 2018-2019 | 2019-2020 | 2020-2021 | 2021-2022 | 2022-2023 | 2023-2024 |
| Budget | 9,5 M€    | 10,5 M€   | 25 M€     | 32 M€     | 35 M€     | 38 M€     | 50 M€     | 15 M€     | 21 M€     | 7 M€      |
| Saison | 2024-2025 |           |           |           |           |           |           |           |           |           |
| Budget | 7 M€      |           |           |           |           |           |           |           |           |           |

Le tableau suivant présente l'historique des comptes de résultats du DFCO depuis la saison 2004-2005.
.

### Transferts les plus coûteux
Les deux tableaux ci-dessous synthétisent les plus grosses ventes et achats de joueurs dans l'histoire du club dijonnais.
| Rang | Joueur                 | Montant | Provenance                | Date                             |
| 1er  | Sory Kaba Roger Assalé | 4 M€    | Elche CF Young Boys Berne | 31 janvier 2019 5 septembre 2020 |
| ---- | ---------------------- | ------- | ------------------------- | -------------------------------- |
| 3e   | Mounir Chouiar         | 3,5 M€  | RC Lens                   | 2 septembre 2019                 |
| 4e   | Jonathan Panzo         | 3,4 M€  | AS Monaco                 | 26 août 2020                     |
| 5e   | Bersant Celina         | 3 M€    | Swansea City              | 9 septembre 2020                 |

| Rang | Joueur                     | Montant | Destination                  | Date                      |
| 1er  | Alfred Gomis               | 14 M€   | Stade rennais FC             | 29 septembre 2020         |
| ---- | -------------------------- | ------- | ---------------------------- | ------------------------- |
| 2e   | Loïs Diony                 | 10 M€   | AS Saint-Etienne             | 7 juillet 2017            |
| 3e   | Wesley Said                | 7,5 M€  | Toulouse FC                  | 1er août 2019             |
| 4e   | Valentin Rosier Naïm Sliti | 5 M€    | Sporting Portugal Al-Ettifaq | 27 juin 2019 11 août 2019 |

## Médias
Le DFCO est relayé par la presse régionale principalement. Ainsi, les radios France Bleu Bourgogne, Radio Dijon Campus et K6FM diffusent des interviews, des podcasts ou des informations concernant le club de foot dijonnais. Le journal régional Le Bien public publie régulièrement des informations relatives au DFCO, Le Châtillonnais et l’Auxois mentionne aussi le club. Enfin, la télévision France 3 Bourgogne diffuse des résumés et interviews après les matchs, ainsi que des reportages sur le club.
Deux sources d'informations sont aussi publiés par le club lui-même : Chouett'Infos, un mini-journal édité a chaque match à Gaston-Gérard et le trimestriel DFCO Mag, plus de 60 pages 100 % DFCO !
Au niveau national, le DFCO est régulièrement mentionné par le journal L'Équipe, mais aussi les presses écrites France Football, Sport/Foot Magazine ou encore So Foot.
Les matchs et informations du DFCO sont diffusés principalement par les chaines sportives et grand groupes français de la télévision comme : RMC Sport, France Télévisions, BeIn Sports France, Eurosport, L'Équipe TV, InfoSport, TPS Foot, Foot+, Canal+ Décalé ou Canal+ Sport.

## Culture populaire

### Groupes de supporters
Depuis 1998, plusieurs groupes se sont succédé dans les travées du stade. En 2002, les Supras Dijon, vite renommé Blue Panthers Dijon est le premier groupe à revendiquer une tendance ultra. Plusieurs différends avec le club forcent ces supporters à dissoudre leur groupe en 2004.
Cette même année, deux autres groupes voient le jour : les Dogs Dijon et les Fanatics. Les deux fusionnent pour donner la Brigade Ouest avant de reprendre le nom de Dogs Dijon. Les saisons se suivent et se ressemblent de manière mitigée pour le groupe qui doit attendre la prise d'un emplacement dans la toute nouvelle tribune Nord en 2010 pour prendre son essor durant la saison qui se conclut par la montée du club en Ligue 1. La saison en Ligue 1 permet au groupe de s'agrandir davantage, mais pour des raisons internes, le groupe prend la décision de se mettre en sommeil au début de la saison 2012-2013.
Aujourd'hui, deux groupes de supporters animent le Stade Gaston-Gérard. Du côté de la Tribune Rougeot, ce sont Les Téméraires, un groupe de plus de 300 membres, créé en 1998 en même temps que le club, qui chantent pour Dijon. Dans la tribune Nord (IPS), en face, se situent les Lingon's Boys. Créé en 2012, le groupe a fêté ses cinq ans lors du match contre Nancy en mai 2017 et ses dix ans lors du match contre Quevilly le 15 octobre 2022. Il s'agit d'un groupe ultra, organisant régulièrement des déplacements et des animations (tifos, confettis…). Toutefois, la culture et le mouvement ultra peinent à s'installer au Stade Gaston-Gérard par rapport aux autres clubs professionnels Français.